# Alberto Tiberio
Alberto Tiberio (* 12. Juli 1982 in Locarno) ist ein ehemaliger Schweizer Radrennfahrer.

## Karriere
Alberto Tiberio wurde 2002 auf einem Teilstück der Berliner Rundfahrt Etappenzweiter. 2005 fuhr er für das Schweizer Professional Continental Team L.P.R. und wechselte 2006 zur US-amerikanischen Mannschaft Health Net-Maxxis. Dort wurde er jeweils einmal Etappendritter beim Central Valley Classic und beim San Dimas Stage Race. Im Jahr 2007 stand Tiberio wieder beim Schweizer Team L.P.R. unter Vertrag.

## Teams
- 2005 Team L.P.R.
- 2006 Health Net-Maxxis
- 2007 Team L.P.R.